# Bibbia di Gerusalemme

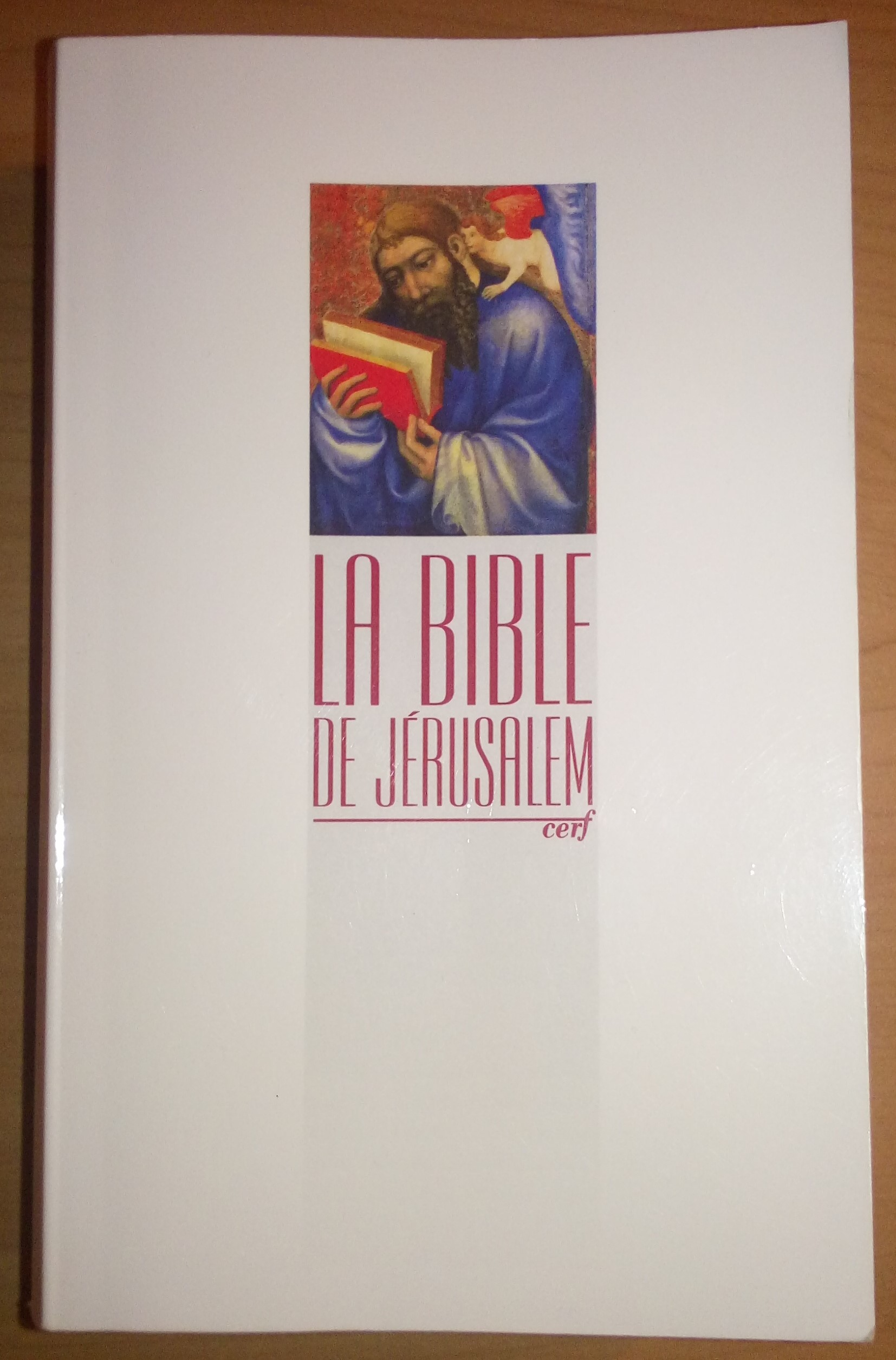
La Bible de Jérusalem, ed. 2014

La Bibbia di Gerusalemme (La Bible de Jérusalem, abbr. BJ) è una versione della Bibbia pubblicata a fascicoli tra il 1948 e 1953 e pubblicata integralmente e con revisione nel 1973. Fu riveduta nel 1998 ed è opera dell'École biblique et archéologique française.
È utile soprattutto per le sue introduzioni, per le note a fondo pagina, e per la ricchezza di rimandi a margine. È stata tradotta, con il testo biblico o solo nella parte di commento e introduzione, in molte altre lingue. Il criterio di traduzione è stato il confronto con i testi originali in ebraico-aramaico e greco. Laddove le antiche versioni discordano, vengono segnalate in nota le lezioni alternative. L'edizione italiana (EDB 1974) traduce tutto il materiale, a eccezione del testo biblico, per il quale adotta la Bibbia CEI, cioè la traduzione ufficiale della Conferenza Episcopale Italiana del 1971, usata nel culto italiano. È nota per essere parecchio utilizzata in ambito parrocchiale.
L'ultima edizione italiana, con il testo nella nuova traduzione CEI attualmente in uso, è uscita il 1º febbraio 2009, edita sempre dalle EDB.